# Forti
Forti Corse var ett italienskt Formel 1-stall som grundades av Guido Forti och Paolo Guerci och tävlade två säsonger i mitten av 1990-talet. 

## Historik
Forti tävlade från början i Formel 3 och senare i Formel 3000. Forti hade länge önskat ta steget upp i Formel 1 och man letade sponsorer för att kunna göra det. 1994 var japanen Hideki Noda och brasilianaren Pedro Diniz stallets förare. Den senare kom från en mycket välbärgad familj och den ställde upp med de nödvändiga pengarna. 
Forti lärde genom Diniz känna Carlo Gancia, som köpte Guercis andelar i stallet och som omedelbart började arbeta med formel 1-projektet. Man designade en formel 1-bil, en Forti FG01 med Ford Cosworth-motor, som blev klar 1995. Stallets förare blev utöver Pedro Deniz veteranen Roberto Moreno men det blev ingen lyckad säsong eftersom bilarna inte var konkurrenskraftiga. I slutet av året flyttade Diniz till Ligier varför Forti var tvungen att hitta nya sponsorer för 1996. Man lyckades få viss backning från företagen Replay, TAT, ITS och Elf. Luca Badoer och Andrea Montermini hyrdes in som förare och Franck Lagorce som testförare. Sergio Rinland blev teknisk direktör och Cesare Fiorio blev stallchef. 
Läget var dock inte så rosenrött som man gav sken av. Rinland slutade efter ett par veckor, efter att han upptäckt att uppdraget var omöjligt och det ryktades att Carlo Gancia hade tappat intresset för F1 och funderade på att istället starta ett IRL-stall.
De nya bilarna avtäcktes vid Spaniens Grand Prix 1996 och George Ryton utnämndes till ny teknisk direktör samtidigt som det annonserades att ett mystiskt företag med namnet Shannon Racing tagit över det operationella ansvaret. Bakgrunden var att Forti och Gancia sades vara skyldiga företaget Belco-Avia pengar. Arron Colombo, som var Belco-Avias chef, meddelade att det nyetablerade företaget Shannon Racing därför ägde 51 procent av andelarna i Forti Corse. Detta förnekades emellertid av Forti som vidhöll att de aldrig mottagit några pengar från Belco-Avia.
Som en följd av dispyten betalade man inte till Ford Cosworth, varför de stoppade motorleveranserna. Forti vände sig till italiensk domstol i hopp om att få tillbaka kontrollen över stallet, men domen, som avkunnades i september 1996, gick emot Forti. Under tiden hade dock Shannon Racing Team fått allvarliga problem och kollapsat.

## Förare
- 1995 - Pedro Diniz, Roberto Moreno
- 1996 - Luca Badoer, Andrea Montermini